# ファン

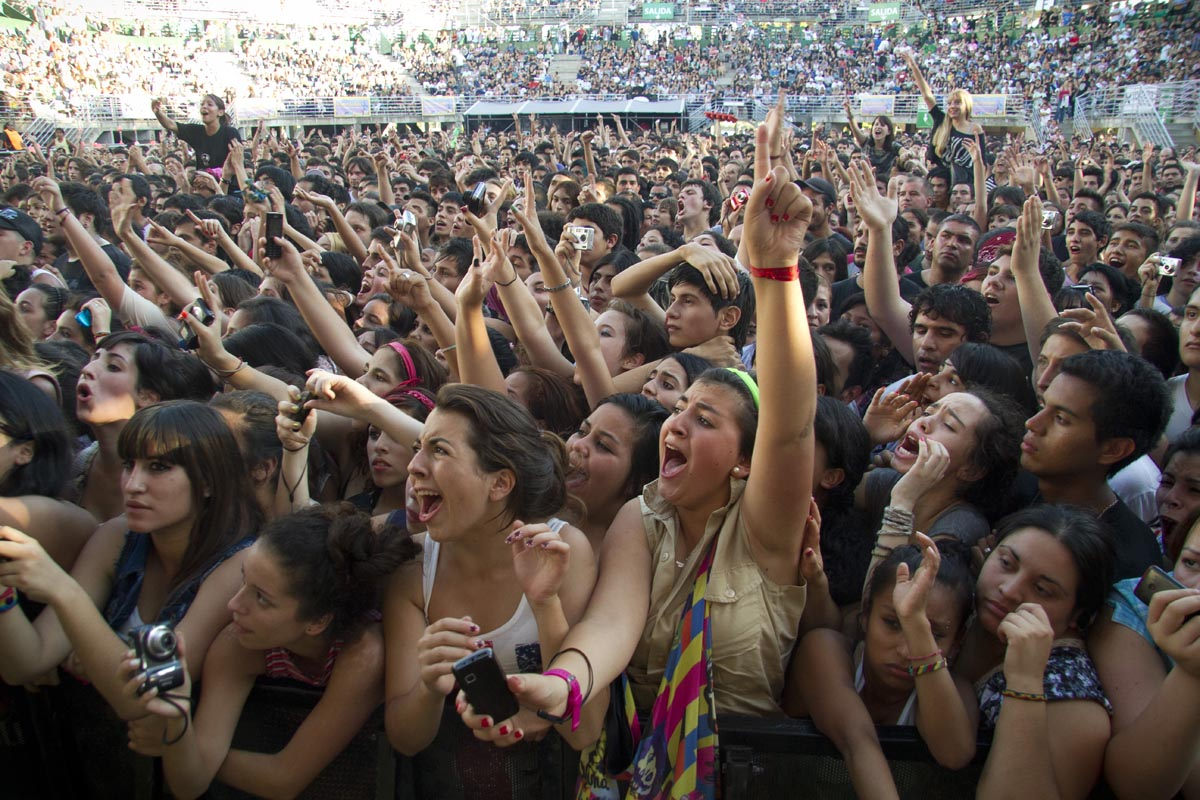
アルゼンチン、ブエノスアイレスのリサイタルでのファン

ファン（英: fan）またはフアンは、特定の人物や事象に対する支持者や愛好者のこと。「熱狂的な」を意味するファナティック（英: fanatic）の略。

## 概要
古来日本語では贔屓（ひいき、贔負とも）といった。語源は「盛んに力を使う」・「鼻息を荒くして働く」を意味する古中国語の「贔屓」（ひき）。日本ではこれに「重いものを下で支える」という意味が加わり、これが「特に目をかけて引き立てる」に転じた。
文明の発達にともなって、趣味に使える時間が増え、さまざまな分野のファンが出現し、さかんにファン活動を行うようになった。
ある人物、作品、あるいはロックグループなどのファンが特定の国、大きい物では世界全体などを巻き込んで地域全体に爆発的に拡大することがある。こうした現象はブームと呼ばれ、社会現象として扱われる。
日本で"ファン"という言葉が使われるようになったのは、1920年（大正9年）に松竹が映画事業に乗り出すため招聘したヘンリー・小谷がアメリカから持ち込んでからで、小谷の使う片仮名のおびただしい映画用語の一つであったという。

## ファンの分類
愛好の対象とする分野によって以下のようなファンがある。ひとりの人間が複数のファンに分類されることもある。また熱狂的なファンを「マニア」と言うこともある。
- 鉄道ファン（鉄ちゃん　さらに省略して「テツ」）
- バスファン
- 航空ファン
- 船舶ファン
- スポーツファン
  - 野球ファン
    - トラキチ（阪神ファン）　“キチ”は阪神ファンのみならず、他チームのファンに対しても用いられることがある。
    - マリーンズサポーター（千葉ロッテマリーンズファン）
    - カープ女子（広島東洋カープのファンのうち女性）
    - ○○党 多くのファンに使われる。
      - 巨人…G党、阪神…虎党、中日…竜党、広島…鯉党、ヤクルト…燕党、横浜…星党、ソフトバンク…鷹党、日本ハム…ハム党、西武…獅子党、オリックス…猛牛党、ロッテ…鴎（かもめ）党、楽天…鷲党

  - サッカーファン（サポーター）
    - セレ女（セレッソ大阪の女性ファン）
    - インテリスタ（インテル・ミラノファン）

  - Bリーグ・Xリーグファン（ブースター (曖昧さ回避)）
    - レイカーズファン
    - アルバルカー（アルバルク東京ファン）

  - 競馬ファン
  - 相撲ファン（好角家）
    - スージョ（女性の好角家）
    - 貴オタ(貴乃花のファン)
    - キセオタ(稀勢の里のファン)

  - プ女子（女性プロレスファン）
- SFファン
  - トレッキー（SFドラマ「スター・トレック」）
- アニメファン
  - 声優ファン
- 文学ファン
  - シャーロキアン（推理小説「シャーロック・ホームズ」シリーズ）
  - ポッタリアン（ファンタジー小説「ハリー・ポッター」シリーズ）
- 芸能ファン
  - ヅカファン（宝塚歌劇団）
  - 親衛隊（アイドルファン）
- その他
  - 歴女（歴史に興味をしめす女性ファン）
- 広義でのファンに該当する可能性があるもの

テレビクラスタ(テレビの番組について、またテレビ番組のネット乗り降りなどの編成やテロップやフォントなどの演出を愛好の対象にする者)

### 音楽ファン
ミュージシャンなどが自分のファンに名付け、あるいは自発的に、特有の名称が付けられることがある（ファンネーム）。2020年代になるとファン以外が聞くとあらぬ誤解を生むようなパンチの効いたファンネームも目立つようになった。また女性アイドルには特に「親衛隊」という集団が付き従うこともあった。なお、一部のメディアミックス的なアニメソンググループは「アニメ、ゲームファン」の項目で記載。
- WIZ*ONE（IZ*ONE）
- ファン様（アイドリング!!!）
- アムラー（安室奈美恵）
- ARASHIC（嵐）
- 象足軍団（石川優子）
- えびえび（A.B.C-Z）
- 運命共同体（X JAPAN）
- 「財布」(岡崎体育)
- ベイベ（岡村靖幸）
- ベイベー（及川光博）
- ナイアガラー（大滝詠一及びナイアガラレコード作品）
- ユッコフレンド（岡田有希子）
- ‐ [ハイフン]（KAT-TUN）
- Dears（GACKT）
- ストキン！（KAN）
- Eighter（関ジャニ∞）
- KISSES（氣志團） - 公式ファンクラブは「私立戸塚水産高校」と称する。
- キス担（「俺足族」と呼ばれることもある）（Kis-My-Ft2）
- キッチュー（吉川晃司）
- Team ℃-ute（℃-ute）
- キンキラ（KinKi Kids）
- ティアラ（King & Prince）
- 「太客」(クリープハイプ)
- GLAYER（GLAY）
- glober（globe）
- コブファミ（コブクロ）
- サイサイファミリー（SILENT SIREN）
- サンホラー、ローラン（Sound Horizon）
- Buddies（櫻坂46）
- 「BKW勢」 (THE ORAL CIGARETTES)
- アル中（THE ALFEE） - アルコール中毒ではなく「アルフィー中毒」の略である。
- シノラー（篠原ともえ）
- タフ民（TEAM SHACHI）
- ジャス民（ジャニーズWEST）
- エビ中ファミリー（私立恵比寿中学）
- 信者（聖飢魔II）
- マシンガー（SEX MACHINEGUNS）
- ブリーダー（スピッツ）
- スマッパー、スマオタ（SMAP）
- Sexy Lovers（Sexy Zone）
- GEMILY（GEM）
- 公国民（竹達彩奈） - 公式ファンクラブ名が「あやな公国」であるため。
- たこ虹家族、虹家族（たこやきレインボー）
- 安藤（タッキー&翼）
- 王国民（田村ゆかり） - 公式ファンクラブ名は「Mellow Pretty」である。
- 宣伝部員（超ときめき♡宣伝部）
- でんぱとう、でんぱちゃん（でんぱ組.inc）
- FANKS（TM NETWORK）
- 父兄（Tokyo Cheer2 Party）
- サポーター（Do As Infinity）
- ウォーカー（TOKIO）
- カラッツ（ナナカラット）
- ごきんじょるの、ごきんじょさん（南條愛乃）
- 子猫ちゃん（「パーナ」と呼ばれることもある）（NEWS）
- 乃木ヲタ（乃木坂46）
- おひさま（日向坂46）
- babys（FUNKY MONKEY BABYS）
- Vファン（V6）
- FREAKS（FENCE OF DEFENSE）
- 海月（Plastic Tree）
- BLINK（BLACKPINK）
- freakSide（fripSide）
- とびっ子（Hey! Say! JUMP）
- THE ONE（「もっしゅっしゅメイト」と呼ばれることもある）（BABYMETAL）
- まふらー（まふまふ）
- ミモラ（misono）
- いのりまち町民（水瀬いのり）- 公式ファンクラブ名が「いのりまち」であるため。
- ミモリアン（三森すずこ）
- 仔雅（MIYAVI）
- しげっこ（村重杏奈）
- モーヲタ（モーニング娘。）
- モノノフ（ももいろクローバーZ） - 詳細はももいろクローバーZ#ファンを参照。
- 「顧客」(ヤバイTシャツ屋さん)
- ミモリスト（遊佐未森）
- ゆずっこ（ゆず）
- 臣民（妖精帝国）
- 米民（米津玄師）
- ラ・ポンター[La PomTer]（La PomPon）
- ガオラー（Little Glee Monster）
- SLAVE（LUNA SEA）
- ひだまりファミリー（工藤あやの）
- なみゅらー（永井みゆき）
- キッスアーミー [KISSARMY]（キッス）
- ジョナス・ファンガール [Jonas fan-girl] （ジョナス・ブラザーズ）
- ビートルマニア（ビートルズ）
- マファン（マイケル・ジャクソン）
- リトルモンスター（レディー・ガガ）
- アエカー（あえか）

など

### 芸能人ファン
- サユリスト（吉永小百合）
- 子猫 (大泉洋)
- キタニスト（北野武）
- ルーマニア（ルー大柴）
- カノウ♥ベィビーズ（叶姉妹）
- パイソニア（モンティ・パイソン、パイソンズ）
- 家族（ペ・ヨンジュン）

以下の他、特定アイドルの熱狂的ファンに対して“ヲタ”（おたくの略）を付す傾向も多い。
- AKBヲタ（AKB48）
- ジャニヲタ（ジャニーズ事務所所属のタレント）
- ハロヲタ（アップフロントグループのハロー!プロジェクト所属のアイドル、およびタレント）

### 小説家ファン
- ハルキスト（村上春樹）

### 舞台演劇ファン
- 贔屓（歌舞伎役者）
- レントヘッド（ミュージカル『レント』）

### アニメ、ゲームファン
ジャンルの特性上、特にアイドルアニメ、コンピュータゲームには信者と形容されるほどの熱狂的なファンが多い。
- プロデューサー、アイマスP（アイドルマスターシリーズ）
- リーカー、アンジェリーカー（アンジェリークシリーズ）
- セガファン、セガ信者、セガ人（セガびと／じん）（セガ）
- ゼルダファン（ゼルダの伝説シリーズ）
- テイルズ信者（テイルズ オブ シリーズ）
- ときメモラー、メモラー（ときめきメモリアルシリーズ）
- ドラクエファン（ドラゴンクエストシリーズ）
- 頭ハチナイ、ハチナイファン（八月のシンデレラナイン）
- バンドリーマー（BanG Dream!）
- エムブレマー（ファイアーエムブレムシリーズ）
- FFファン（ファイナルファンタジーシリーズ）
- マザー信者（MOTHERシリーズ）
- ラブライバー（ラブライブ!シリーズ） - μ's、Aqoursなど、「ラブライブ!シリーズ」から生まれた声優ユニットのファンもこれに含まれる。当初は「ラブライ部員」だった

など

### YouTuberファン
- 受講生、もこキッズ (もこう)
- 信者衛門、カトキッズ、蛆虫(加藤純一)
- ヒカキンチルドレン(HIKAKIN)
- ゆゆキッズ(ゆゆうた)
- コレリス (コレコレ)
- ボン人 (水溜りボンド)
- おるたなー (おるたなChannel)
- アバリス (アバンティーズ)
- オンエアー (東海オンエア)
- はじメーノ (はじめしゃちょー)
- ふぁんでっど (潤羽るしあ)
- ウオタミ　(フィッシャーズ)
- コムレンジャー   (コムドット)
- BanZoo   (ばんばんざい)
- まぐねっこ(くれいじーまぐねっと)
- 令和キッズ   (令和ちゃんねる)

### ブランドファン
ブランドファンには、好みのブランドの物を買い集めるファンが多い。以下は安室奈美恵のファッションを真似る「アムラー」から派生した呼び方である。
- シャネラー（シャネル）
- ムジラー（無印良品）
- キティラー（ハローキティ）

### ファンと雑誌
上記のような各ファンを対象に、出版社から「○○ファン」と称する雑誌が出版されている。各ファンは自分の趣味分野に当たる雑誌名を略し、単に「ファン」と呼ぶことがある（「○○ジャーナル」・「○○マガジン」についても同じ）。このため、違う趣味同士の人が会話した場合、お互い挙げる雑誌名（略称）は一緒でも、実際は全然違う雑誌のことを指していて噛み合わない、などという話もよく聞かれる。
主な「ファン」の付く雑誌
- 鉄道ファン
- 航空ファン
- 釣ファン
- ファンライド（但し綴りは“楽しんで乗る”の意の「 Funride 」）
- ファンロード
- G-Fan ※ ゲーム雑誌

### ファン研究
ファンを研究対象とした日本語文献として以下のものがある。
- 松井豊編（1994年）『ファンとブームの社会心理』（サイエンス社）
- 東園子・岡井崇之・小林義寛・玉川博章・辻泉・名藤多香子（2007年）『それぞれのファン研究――I am a fan』（風塵社）